# وديع الجريء
وديع الجريء (بالفرنسية: Wadie Jary)‏، هو لاعب كرة قدم تونسي سابق ومسؤول رياضي، كان قد لعب في خطة مدافع لفترة وجيزة مع الاتحاد الرياضي ببنقردان وترأس النادي من 2002 إلى 2006. أصبح فيما بعد مسؤول كرة قدم ترأس الجامعة التونسية لكرة القدم منذ عام 2012 إلى 2023. تدور حوله قضايا فساد مالي وإداري وقضايا تلاعب بنتائج المباريات. تم إعتقاله يوم 25 أكتوبر 2023.

## سيرة ذاتية
تخصصه طب، لعب في الاتحاد الرياضي ببنقردان، ثم يترأس النادي لمدة خمس سنوات. بالإضافة إلى ذلك، كان عضو في المكتب الاتحادي لـلجامعة التونسية لكرة القدم لمدة ست سنوات، أشرف على بعض لجانه، مثل فرق الشباب أو المنتخب الوطني، ويرأس لجنته الطبية.
تم انتخابه رئيساً للجامعة التونسية لكرة القدم في عام 2012 وأعيد انتخابه في عام 2016 ومرة في 2020. وبهذه الصفة، تم انتخابه رئيساً لاتحاد شمال أفريقيا لكرة القدم في عام 2014. في كأس الأمم الأفريقية 2015، عانت تونس من هزيمة أمام غينيا الاستوائية في الدور ربع النهائي بسبب عمل الحكم الذي تسبب في الضجة. قرر الجريء إبلاغ الاتحاد الإفريقي لكرة القدم باستقالته من لجنة البطولات الأفريقية.
في فبراير 2023، تم تحجيره من السفر ومنعه من مغادرة الأراضي التونسية بعد حكم قضائي لأنه مستهدف بعدة تحقيقات تتعلق بتنظيم التلاعب بنتائج المباريات وقضايا تبييض واختلاس أموال والفساد. تم إعتقاله يوم 25 أكتوبر 2023 وإيداعه سجن المرناقية.